# 伊万·弗罗洛夫
伊万·季莫费耶维奇·弗罗洛夫（俄語：Ива́н Тимофе́евич Фроло́в，1929年9月1日—1999年11月18日）是苏联党和国家领导人，亦是一位哲学家。

## 生平
1929年，生于俄罗斯联邦利佩茨克州。1953年，毕业于莫斯科大学哲学系。1960年，加入苏联共产党。1966年，获哲学博士学位。1987年，获苏联科学院院士学位。1997年，为俄罗斯科学院院士。
1952年，在莫斯科和布拉格从事杂志编辑工作。1965年，任苏共中央书记助理。1968年，任《哲学问题》杂志总编。1971年，任莫斯科大学哲学系教授。1977年，任《和平和社会主义问题》杂志编委兼责任秘书。1979年，起在科学院研究所致力于学术研究工作。1986年，任《共产党人》杂志总编辑，为苏共中央委员。1987年，任苏共中央总书记助理、苏联哲学学会会长。1989年，任《真理报》总编辑、苏共中央书记成员。1990年，为苏共中央政治局委员。1991年，任俄罗斯科学院人文研究院院长。1999年，他在商务旅行中逝世中国杭州，埋葬于莫斯科。